# Istarska nogometna liga 1962./63.
Istarska nogometna liga (također i kao Istarska zona, Riječko-istarska zona – Istarska skupina, Podsavezna liga Pula) je bila liga trećeg stupnja nogometnog prvenstva Jugoslavije u sezoni 1962./63. (nakon što je rasformirana dotadašnja jedinstvena liga Nogometne zone Rijeka – Pula). 
 
Sudjelovalo je ukupno 10 klubova, a prvak je bio "Rudar" iz Labina. 

## Ljestvica
| mj. | klub           | ut.                        | pob.                       | ner.                       | por.                       | gol+                       | gol-                       | bod                        |
| --- | -------------- | -------------------------- | -------------------------- | -------------------------- | -------------------------- | -------------------------- | -------------------------- | -------------------------- |
| 1.  | Rudar Labin    | 16                         | 13                         | 1                          | 2                          | 63                         | 19                         | 27                         |
| 2.  | Jadran Poreč   | 16                         | 10                         | 4                          | 2                          | 58                         | 21                         | 24                         |
| 3.  | Vodnjan        | 16                         | 8                          | 4                          | 4                          | 38                         | 30                         | 20                         |
| 4.  | Tehnomont Pula | 16                         | 10                         | 0                          | 6                          | 43                         | 25                         | 20                         |
| 5.  | Pazin          | 16                         | 7                          | 4                          | 5                          | 35                         | 34                         | 18                         |
| 6.  | Rovinj         | 16                         | 5                          | 1                          | 10                         | 22                         | 35                         | 11                         |
| 7.  | Sloga Fažana   | 16                         | 3                          | 3                          | 10                         | 16                         | 37                         | 9                          |
| 8.  | Medulin        | 16                         | 3                          | 2                          | 11                         | 24                         | 53                         | 8                          |
| 9.  | Buje           | 16                         | 2                          | 3                          | 11                         | 16                         | 49                         | 7                          |
|     | Istra II Pula  | nastupali van konkurencije | nastupali van konkurencije | nastupali van konkurencije | nastupali van konkurencije | nastupali van konkurencije | nastupali van konkurencije | nastupali van konkurencije |

## Rezultatska križaljka
| kratica | klub           | BUJE | JAD | MED | PAZ | ROV | RUD | SLO | VOD | TEH | IST |
| --- | -------------- | ---- | --- | --- | --- | --- | --- | --- | --- | --- | --- |
| BUJE | Buje           |      |     |     |     |     |     |     |     |     |     |
| JAD | Jadran Poreč   |      |     |     |     |     |     |     |     |     |     |
| MED | Medulin        |      |     |     |     |     |     |     |     |     |     |
| PAZ | Pazin          |      |     |     |     |     |     |     |     |     |     |
| ROV | Rovinj         |      |     |     |     |     |     |     |     |     |     |
| RUD | Rudar Labin    |      |     |     |     |     |     |     |     |     |     |
| SLO | Sloga Fažana   |      |     |     |     |     |     |     |     |     |     |
| VOD | Vodnjan        |      |     |     |     |     |     |     |     |     |     |
| TEH | Tehnomont Pula |      |     |     |     |     |     |     |     |     |     |
| IST | Istra II Pula  |      |     |     |     |     |     |     |     |     |     |
| |                |      |     |     |     |     |     |     |     |     |     |
| podebljan rezultat - utakmice od 1. do 9. kola (1. utakmica između klubova) rezultat normalne debljine - utakmice od 10. do 18. kola (2. utakmica između klubova) rezultat nakošen - nije vidljiv redoslijed odigravanja međusobnih utakmica iz dostupnih izvora rezultat smanjen * - iz dostupnih izvora nije uočljiv domaćin susreta prekrižen rezultat - poništena ili brisana utakmica p - utakmica prekinuta 3:0 p.f. / 0:3 p.f. - rezultat 3:0 bez borbe n.i. - nije igrano |                |      |     |     |     |     |     |     |     |     |     |

 Izvori: 

## Za prvaka Riječko-istarske zone
| Rudar Labin |  | – |  | Orijent Rijeka |  | 2:2, 0:3 |  |